# Герб Княжичів (Фастівський район)
Герб Княжичів — один з офіційних символів села Княжичі, Києво-Святошинського району Київської області.
Затверджений 4 квітня 2007 року рішенням № 3 5-ї сесії Княжицької сільської ради 5-го скликання.
Автори проекту герба — Андрій Гречило та Сергій Лисенко.

## Опис (блазон)
У синьому полі з відділеної хвилясто срібної основи виходить чорний острів, на якому стоїть ратник у срібних обладунках, червоному плащі та золотих чоботях і рукавицях, який тримає в руках золотий спис, вгорі обабіч – по золотій 8-променевій зірці. 
Щит вписаний у еклектичний картуш, увінчаний червоною міською короною.

## Зміст
Зображення ратника вказує на одну з версій про походження назви поселення від княжих дружинників (герб є промовистим). Острів відображає природно-географічне розташування села. Дві зірки є символом постійності і стабільності.
Червона міська корона означає сільський населений пункт, який мав історичний статус містечка.
Оформлення герба відповідає усталеним вимогам для гербів сільських громад.